# Nomorhamphus sanussii
Nomorhamphus sanussii är en fiskart som beskrevs av Brembach, 1991. Nomorhamphus sanussii ingår i släktet Nomorhamphus och familjen Hemiramphidae. Inga underarter finns listade i Catalogue of Life.